# Blaboplutodes missilorum
Blaboplutodes missilorum är en fjärilsart som beskrevs av Louis Beethoven Prout 1924. Blaboplutodes missilorum ingår i släktet Blaboplutodes och familjen mätare. Inga underarter finns listade i Catalogue of Life.